# ブライダルコーディネーターの事件簿
『ブライダルコーディネーターの事件簿』（ブライダルコーディネーターのじけんぼ）は、1997年から1998年までTBS系「月曜ドラマスペシャル」で放送されたテレビドラマシリーズ。全2回。主演は片平なぎさ。

## 登場人物

### レギュラー
白石ちひろ
演 - 片平なぎさ
ブライダルコーディネーター。
桶川君子
演 - 七瀬なつみ
フードコーディネーター。ちひろの後輩。

### ゲスト
第1作「疑惑の花嫁」（1997年）
- 持田優介（検察官・捜査時には山中一浪の偽名を使用） - 鶴見辰吾
- 志賀慎二（大和商事重金属部 課長・瞳の上司・川上と瞳の仲人） - 誠直也
- 志賀裕子（慎二の妻・川上と瞳の仲人） - 柏木由紀子
- 港（刑事） - 北見敏之
- 大竹由香里（ブライダルクラブデパート美容部員・瞳の友人） - 大家由祐子
- 村上（サラ金業者） - 井田州彦
- 結婚式司会 - 生島ヒロシ
- 川上剛（瞳の夫・新郎） - 菊池均也
- 小枝瞳（大和商事 社員・新婦・ちひろの友人） - 巴千草
- 矢部（刑事） - 賀川黒之助
- 青木（大和商事 次長） - 笠原鉄郎
- 鈴木（大和商事 常務） - 大林丈史

第2作「名古屋嫁とり殺人事件」（1998年）
- 奥村恵子（拓哉の妻・新婦） - 星野有香
- 伊達拓磨（拓哉の父・伊達家当主・失踪中） - 千波丈太郎
- 伊達欣治（拓麿の弟） - 伏見哲夫
- 鹿沼由香（拓麿の愛人） - 星遙子
- 伊達典子（拓哉の妹） - 稲田千花
- 伊達拓哉（新郎） - 中上雅巳
- 伊達金伍（拓麿の弟） - 森次晃嗣
- 刑事 - 小林すすむ
- 医師 - 佐々木誠人
- 唯川音継（刑事） - 阿南健治
- 伊達頼子（拓麿の妻） - 赤座美代子
- 手塚公彦（伊達家の顧問弁護士） - 西村和彦

## スタッフ
- 脚本 - 橋本以蔵
- 演出 - 伊藤寿浩（第1作）
- 監督 - 日名子雅彦（第2作）
- プロデューサー - 森川真行（FINE）、川島永次
- 制作協力 - ファインエンターテイメント（第2作）
- 製作著作 - TBS、ホリプロ

## 放送日程
| 話数 | 放送日        | サブタイトル         | 脚本     | 演出・監督 |
| ---- | ------------- | -------------------- | -------- | ---------- |
| 1    | 1997年6月09日 | 疑惑の花嫁           | 橋本以蔵 | 伊藤寿浩   |
| 2    | 1998年3月16日 | 名古屋嫁とり殺人事件 | 橋本以蔵 | 日名子雅彦 |